# Mbaru Niang

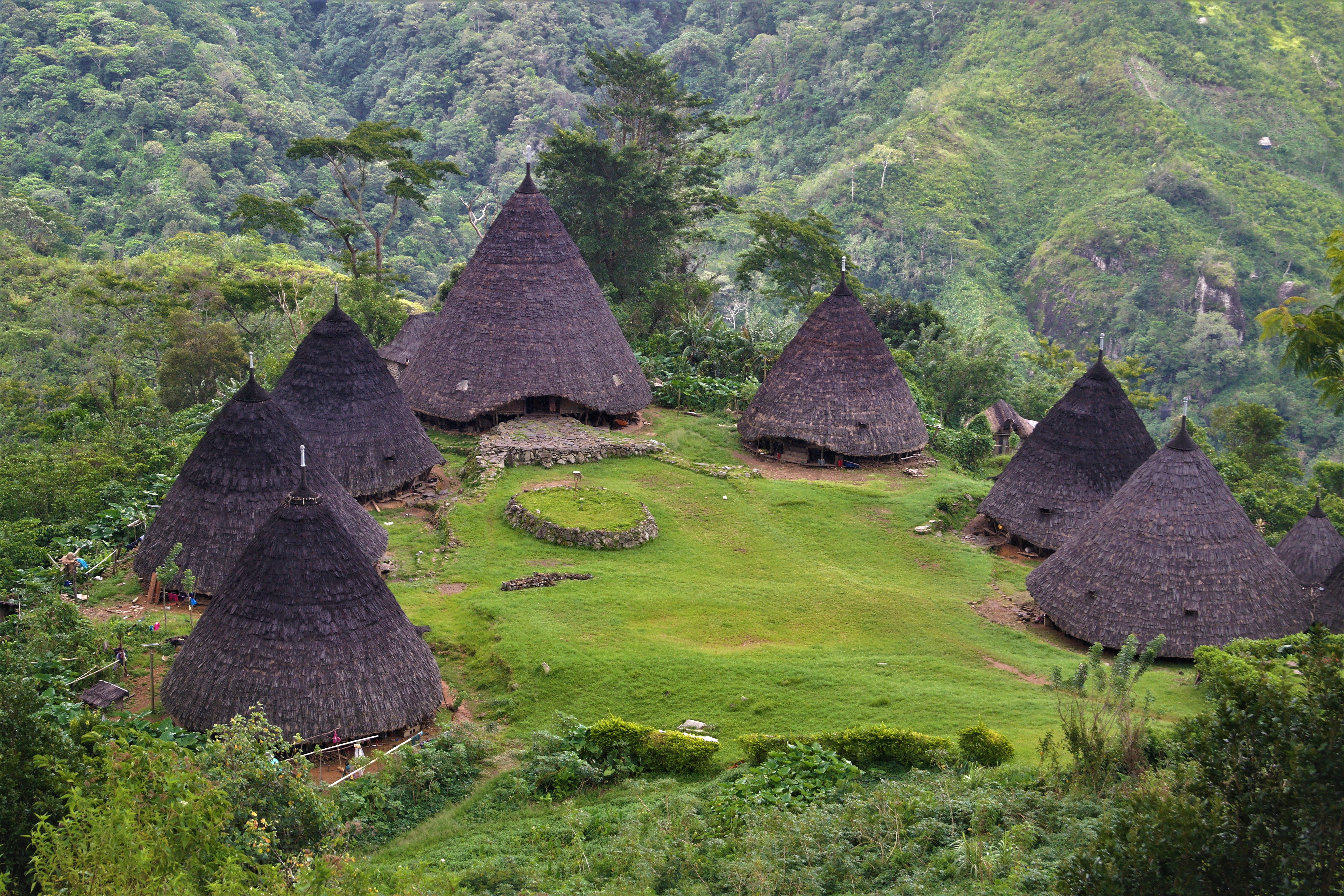
Mbaru Niang

Een Mbaru Niang is een Manggarai traditioneel huis in Waerebo, Satar Lenda Dorp, Satar Mesa District, Manggarai Regentschap.

## Vorm en filosofie
De naam mbaru niang bestaat uit twee woorden, mbaru en niang. Het woord mbaru betekent huis, terwijl het woord niang lang en rond betekent. Deze naam staat voor de vorm van dembaru niang, een kegel die naar boven taps toeloopt. De vorm van de mbaru niang wordt geïnterpreteerd volgens de Manggarai levensfilosofie van Waerebo. De Manggarai geloven namelijk dat evenwicht wordt vertegenwoordigd door een cirkel. Daarom volgen de vorm van deze huizen en de indeling van de dorpen cirkelvormige patronen.
Een Mbaru Niang wordt gebouwd in een groep van zeven huizen in een cirkelvorm op vlak land. In het midden van de cirkel staat een altaar dat compang wordt genoemd. Compang is het centrale punt van de zeven huizen en het is de meest heilige locatie voor de Manggarai van Waerebo. Het compang altaar wordt gebruikt om God en voorouderlijke geesten te aanbidden.

## Locatie
De locatie van het dorp Waerebo is op coördinaten 8°46'8.88" zuiderbreedte en 120°17'1.81" oosterlengte. Het ligt op een hoogte van 1.120 meter boven zeeniveau op de hellingen van Gonto Ponto, die een hoogte van 1.782 meter boven zeeniveau bereikt.

## Bouw

### Oud ontwerp
Het oude ontwerp van de mbaru niang bestaat slechts uit één deur zonder ramen. De deur bevindt zich aan de voorkant en dient als in- en uitgang. Het interieur van de Mbaru Niang was erg donker door de afwezigheid van ramen. De omstandigheden binnen in de oude Mbaru Niang zijn echter onbekend. Naar schatting waren er in het oude ontwerp geen aparte slaapkamers voor elk gezin. Dit komt omdat het aantal bewoners in de mbaru niang opliep tot honderden, dus er wordt aangenomen dat ze alleen op de grond sliepen. Er was slechts één lege ruimte in het oude ontwerp van de mbaru niang en geen kamers. De functie van deze lege ruimte was om te slapen, te eten en te discussiëren.
Het bouwproces van een mbaru niang door de voorouders begon met een traditionele ceremonie. Daarna werden bouwmaterialen uit de omliggende bossen van Waerebo gehaald om de zeven huizen te bouwen. De gebruikte bouwmaterialen omvatten majegau hout, planken gemaakt van Indonesisch mahonie hout, houten blokken gemaakt van Bolly beuk hout, en daken gemaakt van lontar palmbladeren en vezels. De daken werden van boven naar beneden gebouwd tot ze bijna de grond raakten. De zeven gebouwen waren een vorm van respect voor de zevenpuntige richtingen van de zeven bergtoppen die Waerebo omringen.
Het oude ontwerp van de mbaru niang wordt beschouwd als de oorspronkelijke vorm van mbaru gendang van de Manggarai. Voor de jaren 1960 werd het oude ontwerp van de mbaru niang nog steeds veel aangetroffen in Manggarai. Na dat decennium begonnen de Manggarai echter de huisstijl te veranderen. Alleen de mbaru niang in Todo en Waerebo zijn bewaard gebleven. De mbaru niang in Todo heeft echter meerdere renovaties ondergaan. Ondertussen is een deel van de mbaru niang in Waerebo in de jaren 1990 ingestort.

### Nieuw ontwerp
In 2008 merkte het Indonesische architectuurteam op dat er nog maar vier mbaru niang over waren in Waerebo. Volgens de dorpelingen waren er oorspronkelijk zeven huizen. Het Indonesische architectuurteam voerde vervolgens conserveringswerkzaamheden uit aan de mbaru niang gebouwen. Na de conserveringspogingen werd het aantal mbaru niang weer zeven. Elke mbaru niang kreeg een naam: Niang Gendang, Niang Gena Mandok, Niang Gena Jekong, Niang Gena Ndorom, Niang Gena Keto, Niang Gena Jintam, en Niang Gena Maro. Niang Gendang werd een opslagplaats voor vaten. De andere mbaru niang behoorden toe aan elke clan in Waerebo.
De mbaru niang werd vervolgens opgebouwd uit zes verticale verdiepingen. Elke verdieping, van beneden naar boven, kreeg de namen Ngaung, Tenda, Lobo, Lentar, Lempe Rae en Hekang Code. Ngaungdient als de basis van de mbaru niang . De functie omvat weven, handwerk en het opslaan van tuingereedschap. Tenda is de eerste verdieping van de mbaru niang en dient als de belangrijkste ruimte voor de bewoners om verschillende activiteiten uit te voeren. Daarna volgt Lobo, de tweede verdieping binnen de mbaru niang, aangewezen voor het opslaan van voedselvoorraden. Lentar is de derde verdieping binnen de mbaru niang, die dienst doet als opslag als de oogst mislukt. De vierde verdieping is Lempe Rae en wordt uitsluitend gebruikt voor de opslag van zaden. De hoogste verdieping van de mbaru niang wordt Hekang Code genoemd. Binnen Hekang Code is er alleen een voorouderaltaar. Deze verdieping wordt alleen gebruikt tijdens inwijdingsceremonies.

## Gebouwentechnologie
De mbaru niang maakt gebruik van traditionele bouwtechnieken gebaseerd op bindmethoden in plaats van spijkers. Omdat er geen spijkers worden gebruikt, is er een gebrek aan stijfheid in de mbaru niang constructies. Dit resulteert in flexibelere en veerkrachtigere gebouwen die het schudden door aardbevingen kunnen weerstaan.

## Onderscheiding
Het traditionele huis mbaru niang wordt als uiterst zeldzaam beschouwd omdat het alleen in Waerebo voorkomt. Inspanningen om mbaru niang te behouden kregen de hoogste erkenning in de categorie cultureel erfgoed van UNESCO Asia Pacific in 2012 en werd een van de kandidaten voor de Aga Khan Award for Architecture in 2013.